# Oberamt Osternohe

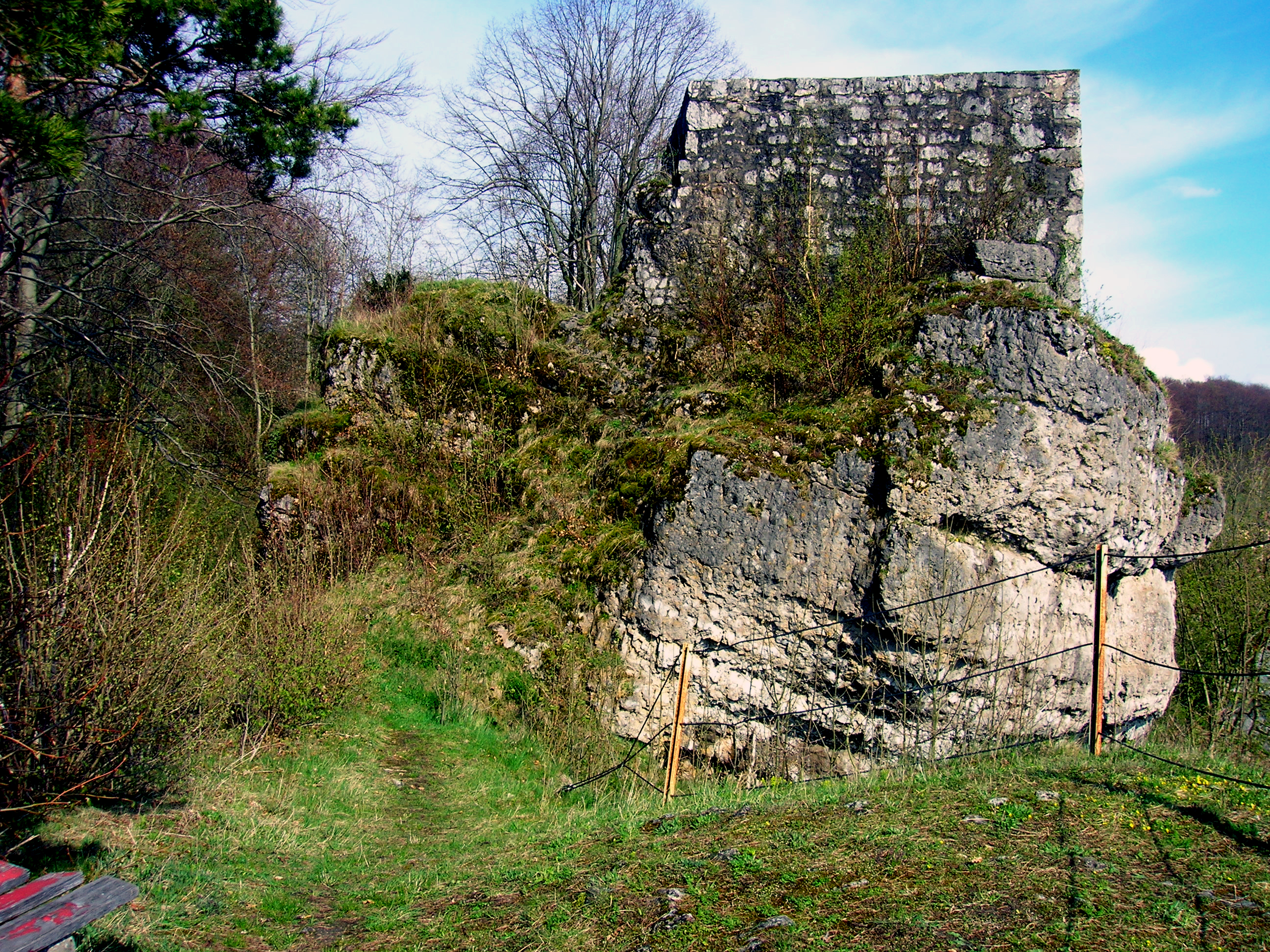
Die Überreste der Burg Osternohe, dem ehemaligen Verwaltungssitz des Oberamtes

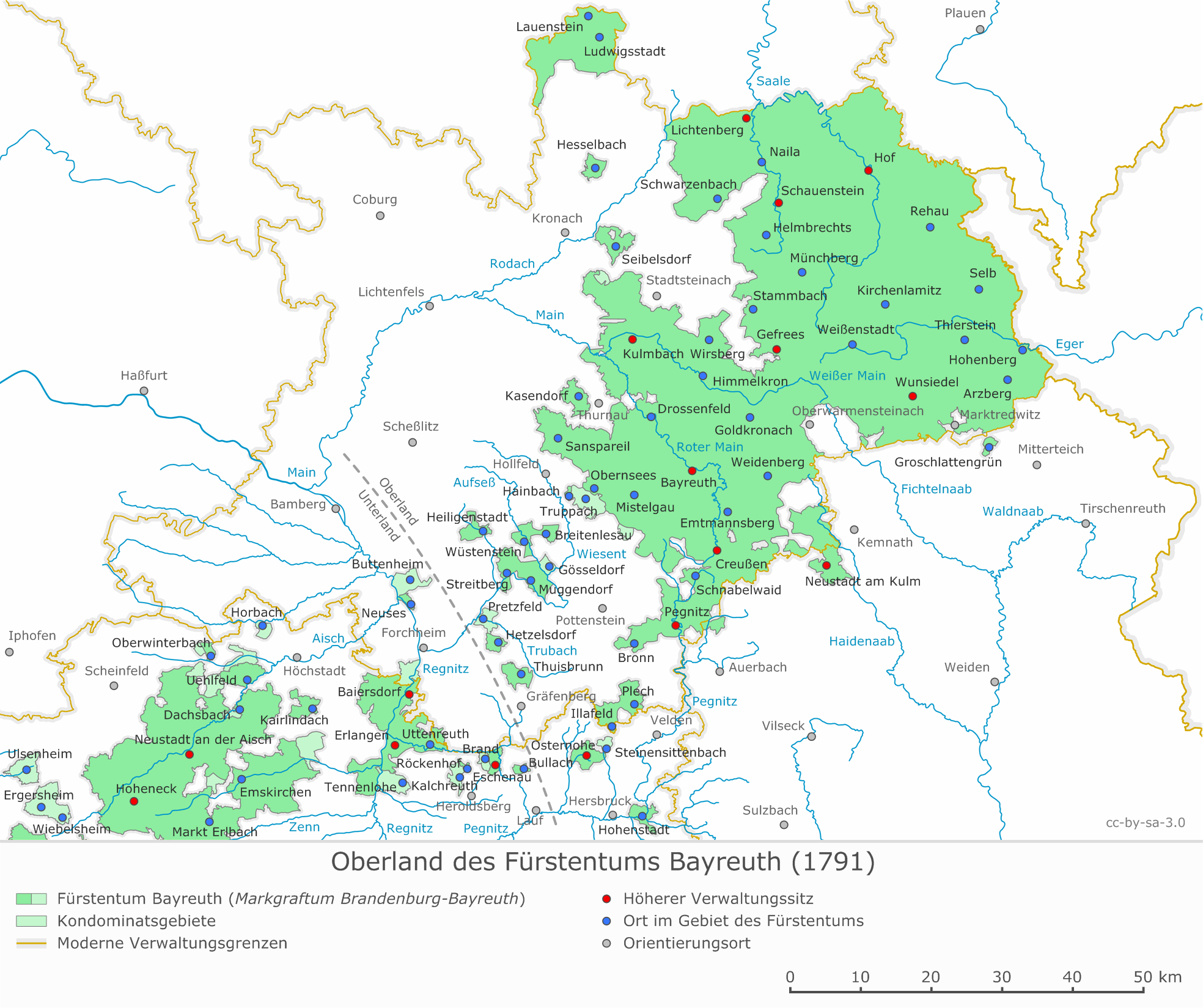
Das Oberland des Fürstentums Bayreuth mit dem Oberamt Osternohe im äußersten Südosten

Das Oberamt Osternohe war ein Verwaltungsgebiet des Fürstentums Bayreuth, das bis 1791/92 von einer Nebenlinie der Hohenzollern regiert wurde. Es bildete eine Exklave, zu der mit dem Dorf Hohenstadt eine weitere Exklave gehörte. Es wurde 1694 eingerichtet und bestand bis zum Jahr 1766. Danach war es Teil des Oberamtes Creußen.
Dem Oberamt unterstanden folgende Orte: 
Algersdorf, Altensittenbach, Bondorf, Entmersberg, Germersberg, Haidling, Hohenstadt, Kreuzbühl, Laitsing, Obermühle, Osternohe, Reckenberg, Reingrub, Schloßberg, Speikern, Steinensittenbach, Vorderer Viehberg und Waizmannsdorf.